# Hisako Norihito de Takamado
Hisako Norihito de Takamado (憲仁親王妃久子, Norihito shinnōhi Hisako), née Hisako Tottori (鳥取久子, Tottori Hisako) le 10 juillet 1953 à Tokyo, est un membre de la famille impériale du Japon, veuve du prince Norihito de Takamado.

## Biographie
Fille aînée de l'industriel Shigejiro Tottori, Hisako accompagne son père en Angleterre pour son travail, où elle apprend dès l'enfance l'anglais qu'elle parle couramment. Elle entre ensuite au Girton College de l'université de Cambridge en 1975, où elle étudie l'anthropologie et l'archéologie. À son retour au Japon, elle travaille dans une compagnie de traduction mais retourne très vite en Angleterre pour suivre une formation en apprentissage des termes juridiques. Elle rentre au Japon en 1982 et est embauchée pour servir d'interprète et d'assistante au prince Takahito Mikasa lors du 31e colloque culturel Asie-Afrique du Nord. La princesse obtient un doctorat en arts de l'université des arts d'Osaka en février 2012.
En mars 2025, à l'initiative de la princesse, le Japon restitue à la Côte d'Ivoire six biens culturels appartenant au groupe Akan. À l’origine, ces objets culturels avaient été offerts en 1993 par le président Félix Houphouët-Boigny à la cour impériale du Japon. Des raisons spirituelles explique ce choix de restitution. Selon une source proche du dossier, « dans la tradition japonaise, le masque est considéré comme un esprit : il doit revenir dans ses terres ».

## Mariage et famille
Le 23 avril 1984, elle assiste à une réception organisée à l'ambassade canadienne de Tokyo et rencontre pour la première fois le prince Norihito de Takamado. Ils se fiancent le 17 septembre 1984 puis se marient le 6 décembre 1984. Ils ont trois enfants :
- Tsuguko de Takamado (承子女王, Tsuguko-joō?, née le 8 mars 1986)
- Noriko de Takamado (典子女王, Noriko-joō?, née le 22 juillet 1988)
- Ayako de Takamado (絢子女王, Ayako-joō?, née le 15 septembre 1990)

### Service public

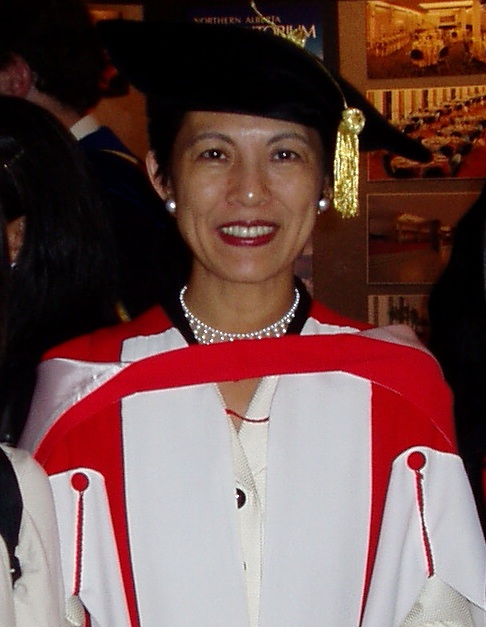
La princesse Takamado juste après avoir reçu un doctorat honoraire et avoir prononcé un discours à l'université de l'Alberta le 10 juin 2004.

Le prince et la princesse Takamado étaient le couple qui voyageait le plus à l'étranger parmi la famille impériale japonaise, visitant 35 pays ensemble sur une période de 15 ans pour représenter le Japon. Les derniers voyages du prince furent en Égypte et au Maroc en mai 2000, à Hawaï en juillet 2001 (pour promouvoir la cérémonie de thé japonaise) et en Corée du Sud de mai à juin 2002. Ce dernier voyage fut pour la cérémonie d'ouverture de la coupe du monde de football de 2002. Ce fut la première visite de membres de la famille impériale japonaise en Corée depuis la Seconde Guerre mondiale et ce fut un pas important pour l'amitié dans les relations entre la Corée et le Japon. Pendant ce séjour, le couple a voyagé dans tout le pays, rencontré le président Kim Dae-jung, des citoyens ordinaires, ainsi que les installations pour handicapés que la princesse Nashimoto Masako avait financées.
Le prince Takamado meurt d'une fibrillation ventriculaire après une partie de squash avec l'ambassadeur canadien Robert G. Wright (en) laissant une veuve et trois filles. Depuis la mort du prince, la princesse Takamado est extrêmement active dans de nombreuses organisations de charité, d'échange culturel, sportive ou pour l'environnement, reprenant les anciens postes tenus par son mari, ainsi que de nombreux nouveaux postes.
En juin 2003, elle est à Dublin pour les jeux olympiques spéciaux d'été de 2003 (en). En juin 2004, elle effectue une visite officielle au Canada pour le 75e anniversaire officiel des relations entre le Canada et le Japon. Durant le séjour, elle reçoit deux doctorats honoraires en droit, l'un de l'université de l'Alberta et l'autre de l'université de l'Île-du-Prince-Édouard. En novembre 2004, elle est à Bangkok pour la 31e conférence mondiale de l'union internationale pour la conservation de la nature en tant que présidente honoraire de BirdLife International.
En mars 2004, la princesse est élue pour succéder à la reine Noor de Jordanie comme présidente honoraire de BirdLife International. En 2008, elle se rend à Montevideo en Uruguay et à Buenos Aires en Argentine pour la conférence mondiale de BirdLife. Durant le séjour, elle assiste à une démonstration de polo en son honneur par les frères Novillo Astrada au club de polo La Aguada.
En juin 2005, elle se rend en Allemagne pour la coupe des confédérations 2005 et assiste aux matchs Allemagne-Argentine et Japon-Brésil. Elle se rend ensuite en Jordanie pour le mariage royal de la princesse Badiya bint El Hassan (en). En novembre de la même année, elle retourne en Angleterre pour le conseil mondial de BirdLife International. En janvier 2006, elle retourne au Canada pour l'ouverture de la galerie Prince Takamado du Japon au Musée royal de l'Ontario. Elle retourne en Allemagne plus tard dans l'année pour la coupe du monde de football de 2006.
La princesse est l'auteur d'un livre pour enfants intitulé Lulie l'iceberg (OUP, 1998) ; il s'agit de son deuxième livre.
En juin 2014, elle inaugure le Kyudojo National de Noisiel. Kyudojo construit selon le modèle courant au Japon.

## Titres
- depuis le 6 décembre 1984 : Son Altesse impériale la princesse de Takamado

### Honneurs nationaux
- Grand cordon de l'ordre de la Couronne précieuse

### Diplômes honoraires
- Doctorat honoraire de droit (Université de l'Alberta, 2004)
- Doctorat honoraire de droit (Université de l'Île-du-Prince-Édouard, 2004)

### Postes honoraires
- Directrice de l'association japonaise de ski de fond
- Directrice de la fédération japonaise des orchestres amateurs
- Présidente honoraire de Ikebana International[2]
- Présidente honoraire de la fédération japonaise de baseball amateur
- Présidente honoraire de la fédération japonaise de tir à l'arc
- Présidente honoraire de la fédération japonaise d'escrime
- Présidente honoraire des sauveteurs maritimes du Japon
- Présidente honoraire de la fédération japonaise de hockey
- Directrice honoraire de la fédération japonaise de football
- Présidente honoraire de la société nippo-espagnole
- Directrice honoraire du centre pour la promotion des arts folkloriques
- Présidente honoraire de la fondation Inamori
- Présidente honoraire de la fédération japonaise de voile
- Présidente honoraire de la fédération japonaise de squash
- Présidente honoraire de la fédération japonaise des amis de la mer juniors
- Directrice honoraire de l'association nationale des bourses étudiantes du Japon
- Directrice honoraire de la société asiatique du Japon
- Directrice honoraire des Amies de la langue française
- Gouverneur honoraire de la société nippo-égyptienne
- Directrice honoraire de la société nippo-canadienne
- Présidente honoraire de BirdLife International
- Présidente honoraire de l'association internationale de soutien à l'éducation
- Vice-présidente honoraire de la Croix-Rouge japonaise
- Directrice honoraire pour l'Asie, du club des oiseaux rares de Birdlife International
- Présidente honoraire de la fédération internationale de Kyudo
- Présidente honoraire de la fondation en mémoire du prince Takamado pour l'échange entre la Corée et le Japon